# NGC 5190
NGC 5190 (другие обозначения — UGC 8500, MCG 3-34-43, ZWG 101.60, ZWG 102.1, IRAS13282+1823, PGC 47482) — спиральная галактика с перемычкой (SBb) в созвездии Волосы Вероники.
Этот объект входит в число перечисленных в оригинальной редакции «Нового общего каталога».